# Saksisk-ernestinske husorden
Den saksisk-ernestinske husorden (tysk: Herzoglich Sachsen-Ernestinischer Hausorden) var en fælles orden, der blev tildelt i hertugdømmene Sachsen-Altenburg, Sachsen-Coburg-Gotha og Sachsen-Meiningen. Ordenen blev genoprettet som en privat orden i 2006.  
Ordenen blev indstiftet 25. december 1833 i fællesskab af hertugene af de tre små hertugdømmer. Ordenen var navngivet efter hertugernes fælles stamfader hertug Ernst den fromme (1601–1675) af Sachsen-Gotha-Altenburg.
Ordenen blev forbudt af Hitler i 1935. Fra 1955 blev ordenen genoplivet i et begrænset omfang. 
I 2006 genoptog prins Andreas af Sachsen-Coburg og Gotha ordenen som Den hertuglige Sachsen-Coburg og Gotha'ske Husorden (tysk:Herzoglich Sachsen-Coburg und Gotha'sche Hausorden, engelsk: Ducal Saxe-Coburg and Gotha House Order).    